# Бели глог
Бели глог (лат. Crataegus monogyna Jacq.) је лековита дрвенаста врста из фамилије ружа (лат. Rosaceae). Цвета од маја до јуна.

## Опис биљке
Бели глог је листопадни жбун или ниско дрво, до 10  високо. Кора је сивкаста, глатка док на почетку листања садржи длачице. Гранчице су голе са оштрим трновима. Трнови су дужине до 1 . Коренов систем је одлично развијен. Пупољци су дужине 3-5  и садрже већи број љуски. Листови су са дршкама (1-2 ), наизменични, широко јајасти, лиске дубоко прстасто урезане на 3–7 назубљених режњева. Цветови су бели, ситни, хермафродитни, актиноморфни, сакупљени у многоцветне гроње. Чашичних листића има 5, кратки троугласти. Круничних листића има 5, округласти, бели или светлоружичасти. Цветови садрже само један тучак. Прашници су црвене боје. Плод је широко-јајаста црвена коштуница (5–10 ). Цвета у мају и јуну, пре листања. Бели глог садржи по једно сиво семе у плоду које је овалног облика, дужине 4-7  и ширине око 5 .

## Расејавање и размножавање
расејавање се врши помоћу инсеката док се размножава преко семена. Једнодома је биљка.

## Распрострањење и станиште
Бели глог је природно распрострањен широм Европе, у северозападној Африци и западној Азији. Расте у топлим светлим шумама, често гради шибљаке на крчевинама, ивицама шума. Најчешће се среће у листопадним шумама, мешовитог типа, врло ретко су то четинарске шуме. Може се наћи на планинама на великим надморским висинама.

## Употреба
Листови, цветови и плодови белог глога садрже процијаниде и флавоноиде који делују благотворно, окрепљујуће на срчани мишић, крвне судове и поспешују излучивање мокраће. Беру се цвасти код којих још нису отворени сви цветови заједно са листовима или плодови у јесен када су зрели. Напитак направљен од листова, цветова и плодова глога користи се као допунска терапија са другим лековима за поремећаје рада срца код повећаног крвног притиска и промена на крвним судовима (атеросклероза). На бази стандардизованог екстракта глога израђује се велики број препарата (капи, таблете, дражеје, сируп).

## Галерија
- Бели глог
- Бели глог
цваст
- Бели глог
цваст

- Бели глог
- Бели глог
цваст
- Бели глог
станиште
- Бели глог
плод